# Křížení (architektura)

Křížení vyznačené na schématu kostela

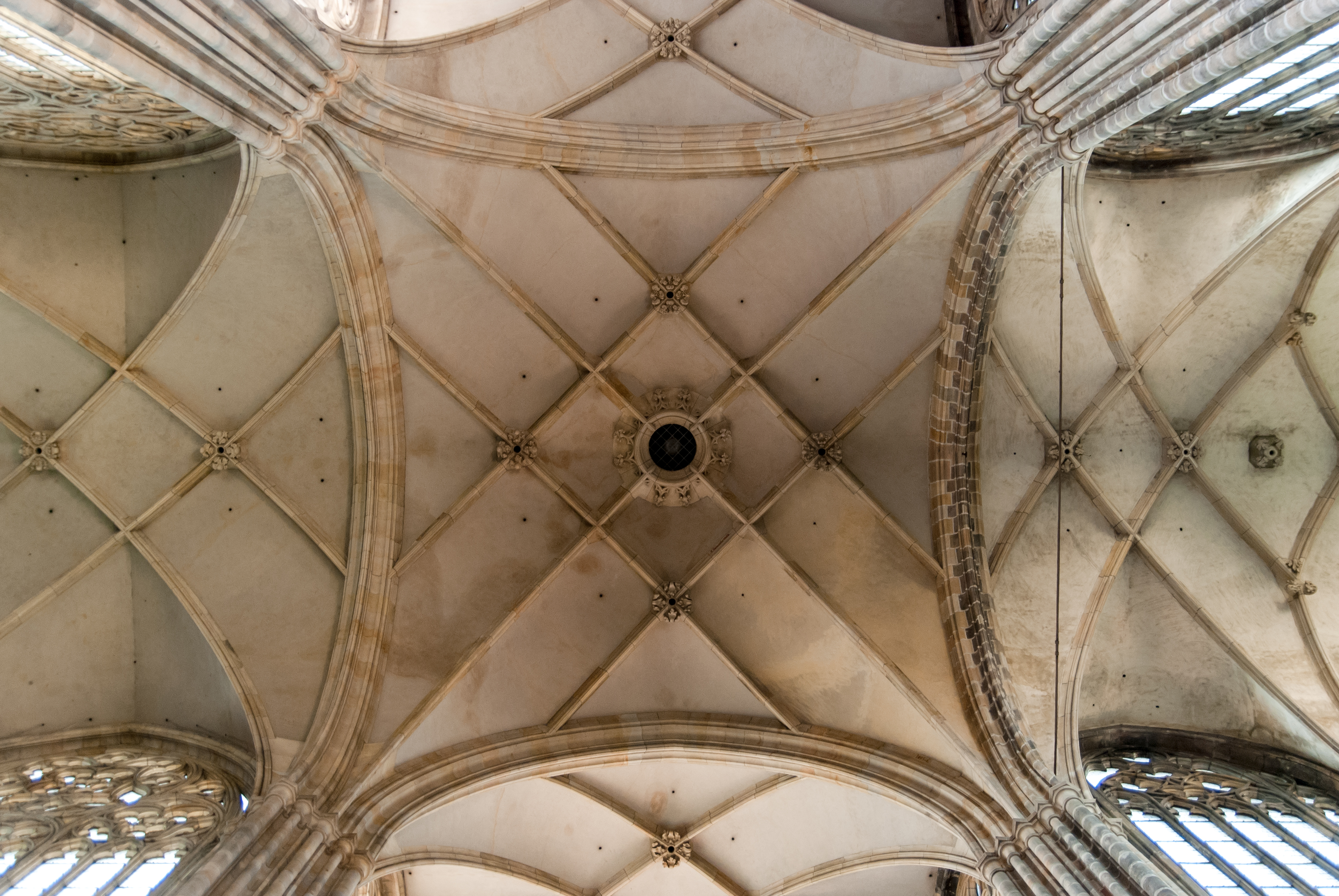
Klenba nad křížením katedrály svatého Víta, chór vpravo

V sakrální architektuře bývá křížení použito u velkých kostelů, například u gotické katedrály. V podstatě se jedná o průnik hlavní lodi a navazujícího chóru s příčnou lodí. Křížení má zpravidla čtvercový půdorys. Vždy je architektonicky zvýrazněno. V gotické architektuře zde bývá mohutná čtvercová křížová žebrová klenba, která je nesena mohutnými svazkovými pilíři. Může zde ovšem být (zvláště ve Francii) umístěna také do interiéru kostela otevřená věž. V renesanci a baroku je zde často umístěna kupole.